# Paul Weyland
Paul Weyland (* 20. Januar 1888 in Berlin; † 6. Dezember 1972 in Bad Pyrmont) war ein Hochstapler, Antisemit und nationalistischer Agitator. Der breiten Öffentlichkeit war er vor allem als Organisator einer Anti-Einstein-Kampagne in Berlin im Jahre 1920 bekannt.

## Leben und Werk
Über Weylands schulische und universitäre Ausbildung ist nichts Konkretes bekannt. Es wird vermutet, dass er eine höhere Schule besucht hat; vermutlich war er Schüler des humanistischen Leibniz-Gymnasiums in Berlin gewesen. Anschließend hat er sich offenbar naturwissenschaftliche und technische Kenntnisse angeeignet. Er selbst behauptete, er habe Chemie studiert und in Deutschland als Biochemiker gearbeitet. Nach dem Ersten Weltkrieg sei er arbeitslos geworden. Bis 1929 soll er von Gelegenheitsarbeiten gelebt haben. Nach den Worten von Max von Laue war er ein Schieber. Gelegentlich wurde er auch als Ingenieur bezeichnet, und er versuchte sich auch als Schriftsteller, so in den von ihm herausgegebenen Deutsch-Völkischen Monatsheften, die aber nur eine Ausgabe erlebten.
1920 kündigte Weyland im Namen einer „Arbeitsgemeinschaft deutscher Naturforscher zur Erhaltung reiner Wissenschaft e. V.“ 20 Vorträge gegen die Relativitätstheorie an. In Zeitungsartikeln bot er für hohe Summen (10.000 bis 15.000 Reichsmark) für Wissenschaftler, die auf seinen Veranstaltungen öffentlich gegen Einstein Reden hielten. Er setzte die Namen mehrerer bekannter Professoren auf sein Programm, von denen er wusste oder vermutete, dass sie zu den Kritikern der Relativitätstheorie gehörten. Nur zwei von Weyland inszenierte Veranstaltungen gegen die Relativitätstheorie haben tatsächlich stattgefunden: In Anwesenheit Einsteins sprachen Weyland und der Experimental-Physiker Ernst Gehrcke am 24. August 1920 in der Berliner Philharmonie. Themen waren: „Betrachtungen über Einsteins Relativitätstheorie und die Art ihrer Einführung“. Gehrcke sprach über „Die Relativitätstheorie, eine wissenschaftliche Massensuggestion“. Auf der zweiten Veranstaltung am 2. September 1920 sprach der Berliner Ingenieur Ludwig Glaser über „Versuche zum Beweise der Relativitätstheorie“. Einstein antwortete auf die Angriffe im Berliner Tagblatt am 27. August 1920 seinerseits in scharfem Ton, wobei er sich von deutschen Nationalisten (mit oder ohne  Hakenkreuz) abgrenzte als Jude mit internationalen, liberalen Ansichten.
Einen Monat später besuchte Weyland die Naturforscherversammlung in Bad Nauheim, wo am 23. September 1920 das bekannte Streitgespräch zwischen Philipp Lenard und Einstein stattfand. Er berichtete darüber in einem Artikel der Deutschen Zeitung, der dann auch in der rechtskonservativen Politisch-anthropologischen Monatsschrift für praktische Politik nachgedruckt wurde. „Der einzige positive Sinn dieser Naturforschertagung“ war für ihn, „dass die Scheidung der Geister sich vollzogen hat und unter der Leitung Lenards die  Vergewaltigung  der Physik durch mathematische Dogmen abgelehnt wird“. Danach war er auf Auslandsreisen, so 1921 in den USA und 1923 im Vorfeld der Reise von Einstein selbst zum Empfang des Nobelpreises in Schweden.
Später war Weyland Mitglied der SA, wurde aber 1933 permanent ausgeschlossen wegen seiner kriminellen Vergangenheit und Vernachlässigung seiner Pflichten. Er floh nach Prag und trat als Gegner der Nationalsozialisten auf. Ab 1936 war er im Ausland, kehrte aber 1939 zurück und wurde sofort verhaftet. 1940 bis 1945 war er in einem Konzentrationslager. Nach dem Krieg arbeitete er für die US-Streitkräfte und die CIA und wurde 1954 US-Staatsbürger. In den USA schwärzte er 1953 Einstein beim FBI als Kommunisten an, woraufhin J. Edgar Hoover persönlich eine umfangreiche Untersuchung anordnete. 1967 kehrte Weyland nach Deutschland zurück.
Weyland war verheiratet und hatte einen Sohn Joachim Weyland.